# Billy (cane)
Billy è il nome di una razza canina di origine francese riconosciuta dalla FCI (Standard N. 25, Gruppo 6, Sezione 1, sottosezione 1), deve il suo nome alla località di Billy nel Poitou, luogo di residenza di Hublot du Rivault, creatore della razza. Tuttora è un cane molto raro.

## Aspetto
Ha il pelo raso, duro di color bianco o bianco caffè e latte, bianco con macchie, arancio chiaro o limone.
È alto 60-70 cm se maschio e 58-62 cm se femmina.
Robusto e forte è un ottimo segugio dall'olfatto finissimo.
È amichevole con le persone e i bambini, mentre con altri cani è poco socievole. Molto difficile da addestrare, il Billy non è adatto ad essere tenuto in abitazioni piccole, inoltre ha bisogno di attività fisica quotidiana.